# Хотинська (Бесарабська) директорія

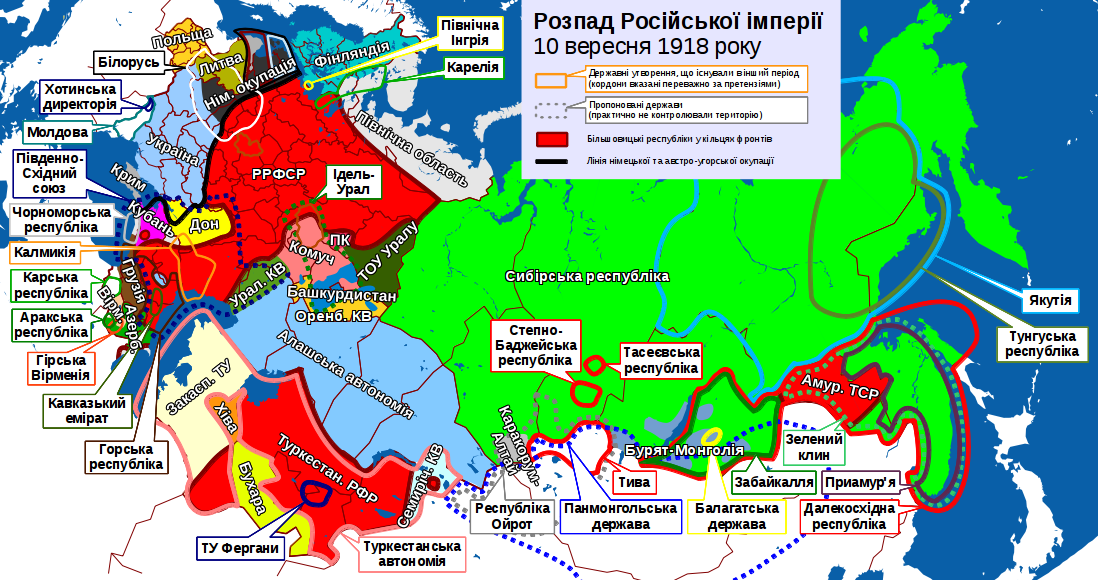
Хотинська директорія на карті розпаду Російської імперії

Хотинська (Бесарабська) директорія — тимчасове державне утворення на території Бессарабії з центром у Хотині у січні — лютому 1919 р. Утворення зумовлене впливом на українських жителів Хотинського та Сороцького повітів Бессарабії української національно-демократичної революції та діяльності Директорії УНР. Приводом стала перемога Хотинського повстання 23-31 січня 1919 р. Представник Директорії УНР І. Маєвський надавав допомогу зброєю. Проте після майже безперервних боїв із румунськими військами 1 лютого 1919 р. повстанці залишили Хотин і відійшли за Дністер.
Хотинська директорія була де-факто тимчасовим керівним органом повстанців, якому належала вся повнота влади. Очолював її М. Лискун, секретарем був Л. Токан. Проте налагодити хоча б якийсь життєздатний режим за неповний місяць їй не вдалося. Директорія УНР у зв'язку з тяжким становищем надала лише мінімальну допомогу.